# Moussa Njie
Moussa Jailani Elmi Njie (Oslo, 2 ottobre 1995) è un calciatore norvegese, centrocampista o attaccante del KFUM Oslo.

## Biografia
Njie è nato in Norvegia, da padre gambiano e madre somala. Anche suo fratello Bilal e suo cugino Momodou Lion sono calciatori professionisti.

## Carriera
Njie è cresciuto nelle giovanili dell'Holmlia, per poi entrare a far parte di quelle del Vålerenga. Ha esordito in Eliteserien con quest'ultima squadra, subentrando a Fitim Kastrati nella sconfitta per 1-0 subita in casa dell'Aalesund. Il 21 aprile 2015 ha trovato le prime reti in squadra con questa maglia, con una doppietta nella vittoria per 0-8 ai danni del Lokomotiv Oslo, sfida valida per il primo turno del Norgesmesterskapet.
Il 24 luglio 2015, Njie ha firmato un contratto valido fino al termine della stagione con il Bærum, compagine all'epoca militante in 1. divisjon. Il 26 luglio ha quindi esordito in squadra, schierato titolare nella sconfitta interna per 0-1 subita contro il Ranheim. Il 2 agosto ha trovato il primo gol, nella partita persa per 4-2 sul campo dell'Hødd.
Il 2 dicembre 2015 è stato ufficializzato il suo passaggio allo Stabæk, col giocatore che ha siglato un contratto triennale valido a partire dal 1º gennaio 2016. È tornato a calcare i campi dell'Eliteserien in data 11 marzo, subentrando a Giorgi Gorozia nella sconfitta per 1-0 arrivata sul campo dell'Aalesund. Il 29 maggio 2016 ha segnato le prime reti nella massima divisione locale, nel successo per 0-5 in casa dello Start. Il 30 giugno 2016 ha esordito nelle competizioni UEFA per club, nei turni preliminari dell'Europa League: è stato titolare nel pareggio per 0-0 arrivato in casa del Connah's Quay Nomads.
A gennaio 2019, Njie è stato tesserato dai serbi del Partizan. Ha debuttato nella Superliga il 21 aprile, sostituendo Danilo Pantić nella sconfitta per 3-1 in casa del Radnički Niš.
Il 1º agosto 2019 ha fatto ritorno in Norvegia, all'Odd, con la formula del prestito: ha scelto di vestire la maglia numero 10. Il 3 agosto è stato schierato titolare nella vittoria per 2-1 arrivata sul Lillestrøm. Il 25 agosto 2019, in occasione del pareggio per 2-2 in casa del Molde, ha subito la rottura del Tendine di Achille e ha terminato quindi la stagione anzitempo. Tornato al Partizan per fine prestito, ha rescisso il contratto che lo legava al club a febbraio 2020.
Rimasto quindi svincolato, il 23 luglio 2021 ha firmato un accordo con il Sandefjord, valido fino al termine della stagione. L'8 agosto 2021 è tornato quindi in campo, a quasi due anni dall'infortunio subito: ha sostituito Alexander Ruud Tveter nel pareggio casalingo per 1-1 arrivato contro il Lillestrøm.
Svincolato a fine stagione, il 26 marzo 2022 ha firmato un contratto biennale con il KFUM Oslo, in 1. divisjon. Il 3 aprile ha esordito con la nuova casacca, schierato titolare nel pareggio per 2-2 arrivato in casa contro il Grorud. Il 9 maggio 2022 ha segnato il primo gol, nella sconfitta interna per 1-5 arrivata contro il Brann.
Il 6 settembre 2023 ha prolungato il contratto che lo legava al club, fino al 31 dicembre 2025. Al termine di quella stessa annata, il KFUM Oslo ha centrato la promozione in Eliteserien.

## Statistiche

### Presenze e reti nei club
Statistiche aggiornate al 16 maggio 2024.
| Stagione         | Club             | Campionato       | Campionato | Campionato | Coppe nazionali | Coppe nazionali | Coppe nazionali | Coppe continentali | Coppe continentali | Coppe continentali | Supercoppe | Supercoppe | Supercoppe | Totale | Totale |
| Stagione         | Club             | Comp             | Pres       | Reti       | Comp            | Pres            | Reti            | Comp               | Pres               | Reti               | Comp       | Pres       | Reti       | Pres   | Reti   |
| ---------------- | ---------------- | ---------------- | ---------- | ---------- | --------------- | --------------- | --------------- | ------------------ | ------------------ | ------------------ | ---------- | ---------- | ---------- | ------ | ------ |
| 2013             | Vålerenga        | ES               | 1          | 0          | CN              | 0               | 0               | -                  | -                  | -                  | -          | -          | -          | 1      | 0      |
| 2014             | Vålerenga        | ES               | 2          | 0          | CN              | 0               | 0               | -                  | -                  | -                  | -          | -          | -          | 2      | 0      |
| gen.-lug. 2015   | Vålerenga        | ES               | 0          | 0          | CN              | 2               | 3               | -                  | -                  | -                  | -          | -          | -          | 2      | 3      |
| Totale Vålerenga | Totale Vålerenga | Totale Vålerenga | 3          | 0          |                 | 2               | 3               |                    | -                  | -                  |            | -          | -          | 5      | 3      |
| lug.-dic. 2015   | Bærum            | 1D               | 15         | 3          | CN              | -               | -               | -                  | -                  | -                  | -          | -          | -          | 15     | 3      |
| 2016             | Stabæk           | ES               | 28+2       | 4+0        | CN              | 4               | 2               | UEL                | 2                  | 0                  | -          | -          | -          | 36     | 6      |
| 2017             | Stabæk           | ES               | 22         | 1          | CN              | 3               | 2               | -                  | -                  | -                  | -          | -          | -          | 25     | 3      |
| 2018             | Stabæk           | ES               | 15+2       | 1+0        | CN              | 0               | 0               | -                  | -                  | -                  | -          | -          | -          | 17     | 1      |
| Totale Stabæk    | Totale Stabæk    | Totale Stabæk    | 65+4       | 6+0        |                 | 7               | 4               |                    | 2                  | 0                  |            | -          | -          | 78     | 10     |
| gen.-giu. 2019   | Partizan         | SL               | 2          | 0          | CS              | 0               | 0               | -                  | -                  | -                  | -          | -          | -          | 2      | 0      |
| ago.-dic. 2019   | Odd              | ES               | 4          | 0          | CN              | 0               | 0               | -                  | -                  | -                  | -          | -          | -          | 4      | 0      |
| gen.-feb. 2020   | Partizan         | SL               | 0          | 0          | CS              | 0               | 0               | -                  | -                  | -                  | -          | -          | -          | 0      | 0      |
| Totale Partizan  | Totale Partizan  | Totale Partizan  | 2          | 0          |                 | 0               | 0               |                    | -                  | -                  |            | -          | -          | 2      | 0      |
| lug.-dic. 2021   | Sandefjord       | ES               | 7          | 0          | CN              | 2               | 0               | -                  | -                  | -                  | -          | -          | -          | 9      | 0      |
| 2022             | KFUM Oslo        | 1D               | 24+1       | 9+0        | CN              | 2               | 0               | -                  | -                  | -                  | -          | -          | -          | 27     | 9      |
| 2023             | KFUM Oslo        | 1D               | 14         | 3          | CN              | 0               | 0               | -                  | -                  | -                  | -          | -          | -          | 14     | 3      |
| 2024             | KFUM Oslo        | ES               | 5          | 0          | CN              | 4               | 0               | -                  | -                  | -                  | -          | -          | -          | 9      | 0      |
| Totale KFUM Oslo | Totale KFUM Oslo | Totale KFUM Oslo | 43+1       | 12+0       |                 | 6               | 0               |                    | -                  | -                  |            | -          | -          | 50     | 12     |
| Totale           | Totale           | Totale           | 139+5      | 18+0       |                 | 17              | 7               |                    | 2                  | 0                  |            | -          | -          | 163    | 25     |